# Agrostis shensiana
Agrostis shensiana é uma espécie de gramínea do gênero Agrostis, pertencente à família Poaceae.